# Lichtenberg (Landkreis Bautzen)
Lichtenberg ist eine sächsische Gemeinde im Westen des Landkreises Bautzen und gehört zur Verwaltungsgemeinschaft Pulsnitz.

## Geographie
Lichtenberg liegt zwischen den Ausläufern des Westlausitzer Hügellandes am Rande des Landschaftsschutzgebietes Westlausitz. Eingerahmt von drei Bergen, dem Eierberg (353 m), dem Steinberg (347 m) und dem Eichberg (353 m), erstreckt sich das Waldhufendorf etwa 2,5 km entlang eines kleinen Baches gen Südwesten. Dieser, von den Einwohnern Lichtenberger Wasser genannt, mündet noch auf Lichtenberger Flur in die Kleine Röder. Über die Anschlussstelle Pulsnitz der A4 besteht Verbindung zum bundesweiten Autobahnnetz. Die nächstgelegenen Orte in der Umgebung sind: Leppersdorf, Wachau, Lomnitz, Kleindittmannsdorf, Mittelbach sowie die Städte Pulsnitz und Großröhrsdorf. Die Landeshauptstadt Dresden ist etwa 17 Kilometer entfernt.

## Geschichte

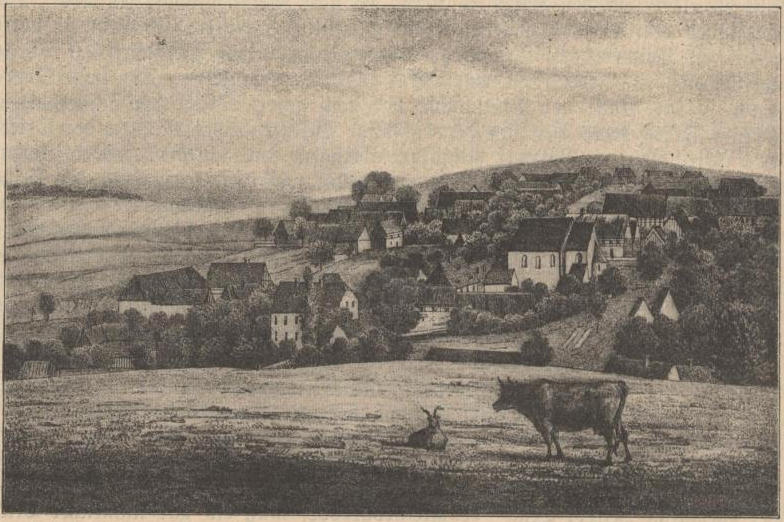
Lichtenberg um 1840

Die erste urkundliche Erwähnung des Ortes findet man im Jahr 1350. Es deutet aber einiges darauf hin, dass Lichtenberg erheblich älter, mehr als tausend Jahre, ist. Bischof Benno von Meißen, so wird berichtet, erbaute die erste Kirche des Ortes schon 1076. Den ursprünglichen Ortskern bildete das Oberdorf am lichten (gerodeten) Berg mit der Gebäudegruppe um Kirche, Erblehngericht und Gasthof. Zudem liegt Lichtenberg an einer den gesamten Ort durchziehenden alten Verbindungsstraße zwischen Pulsnitz und Radeberg.

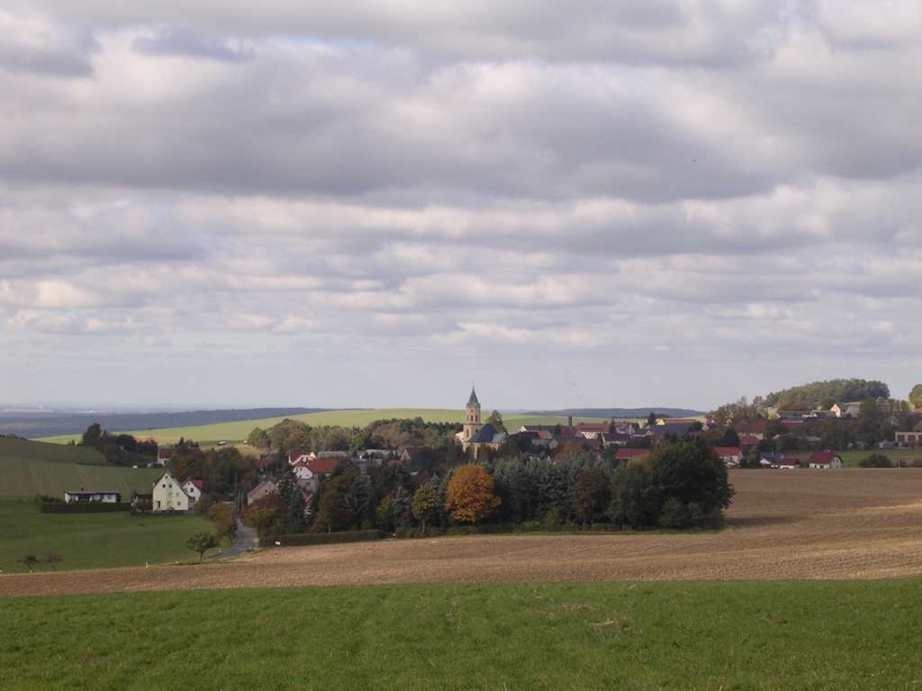
Blick vom Eierberg auf Lichtenberg

1402 erhielt das Lichtenberger Gericht die Privilegien eines Erblehngerichtes durch Markgraf Wilhelm I. und bereits im Jahre 1586 hat der Ort etwa 350 Einwohner. Im Laufe des 17. Jahrhunderts wird Lichtenberg immer wieder von Kriegshandlungen oder Pestepidemien heimgesucht. Während des Dreißigjährigen Krieges erschossen kroatische Söldner am 28. Juli 1632 acht Einwohner. 1633 fielen 133 Menschen der Pest zum Opfer.
Bereits 1683 wird in den Chroniken ein Lehrer in Lichtenberg erwähnt. Das erste Schulgebäude stammt aus dem Jahre 1828. 1849 werden zwei Schankstätten genehmigt, der Nieder- und der Obergasthof. Die dritte Schankstätte, der Mittelgasthof, folgte 1862.

## Politik

### Gemeinderat
- Linke: 1
- FWfL: 2
- FdH: 1
- CDU: 5
- AfD: 1

Zwei Sitze der AfD bleiben unbesetzt. Der Gemeinderat verkleinert sich entsprechend.
Seit der Gemeinderatswahl am 9. Juni 2024 verteilen sich die 10 Sitze des Gemeinderates folgendermaßen auf die einzelnen Gruppierungen:
- CDU: 5 Sitze
- AfD: 1 Sitz
- Frischer Wind für Lichtenberg: 2 Sitze
- Linke: 1 Sitz
- Freunde des Heimatvereins: 1 Sitz

| Liste                         | 2024   | 2024   | 2019   | 2019   | 2014   | 2014   |
| Liste                         | Sitze  | in %   | Sitze  | in %   | Sitze  | in %   |
| ----------------------------- | ------ | ------ | ------ | ------ | ------ | ------ |
| CDU                           | 5      | 44,6   | 5      | 37,0   | 9      | 67,5   |
| AfD                           | 1      | 23,2   | 3      | 20,9   | –      | –      |
| Frischer Wind für Lichtenberg | 2      | 12,8   | 2      | 19,3   | –      | –      |
| Freunde des Heimatvereins     | 1      | 12,5   | 1      | 10,2   | –      | –      |
| Linke                         | 1      | 7,0    | 1      | 12,6   | 3      | 27,8   |
| FDP                           | –      | –      | –      | –      | –      | 4,7    |
| Wahlbeteiligung               | 74,6 % | 74,6 % | 75,1 % | 75,1 % | 60,4 % | 60,4 % |

Die Nachbar-Gemeinde Wachau regte 2019 eine Gemeindefusion mit Lichtenberg an. Dazu sind am 1. September 2019, parallel zur Landtagswahl in Sachsen 2019, in beiden Gemeinden Bürgerentscheide durchgeführt worden. Während die wahlberechtigten Bürger Wachaus mehrheitlich einer Fusion zustimmten, haben die Bürger Lichtenbergs diese abgelehnt. Damit ist die von Wachau initiierte Fusions-Absicht gescheitert.

### Bürgermeister
Bürgermeister ist seit 2022 Thomas Wuttke.
| Wahl | Bürgermeister          | Vorschlag | Wahlergebnis (in %) |
| ---- | ---------------------- | --------- | ------------------- |
| 2022 | Thomas Wuttke          | Wuttke    | 52,8                |
| 2015 | Walter Christian Mögel | CDU       | 51,6                |
| 2008 | Walter Christian Mögel | CDU       | 88,1                |
| 2001 | Walter Christian Mögel | CDU       | 96,9                |
| 1994 | Walter Christian Mögel | CDU       | 92,0                |

### Wappen
Seit 1995 existiert für die Gemeinde Lichtenberg ein Wappen. Anlass dafür gab die Sächsische Gemeindeordnung, die jeder Gemeinde vorschreibt, ein Dienstsiegel zu führen.
Die Auswahl erfolgte auf der Basis eines Siegelabdruckes aus dem Jahre 1810. Das Ortswappen ist ein so genanntes „redendes Wappen“ und zeigt auf blauem Schild eine brennende, goldene Kerze auf goldenem Berg mit darüberstehender goldstrahlender Sonne.

## Sehenswertes

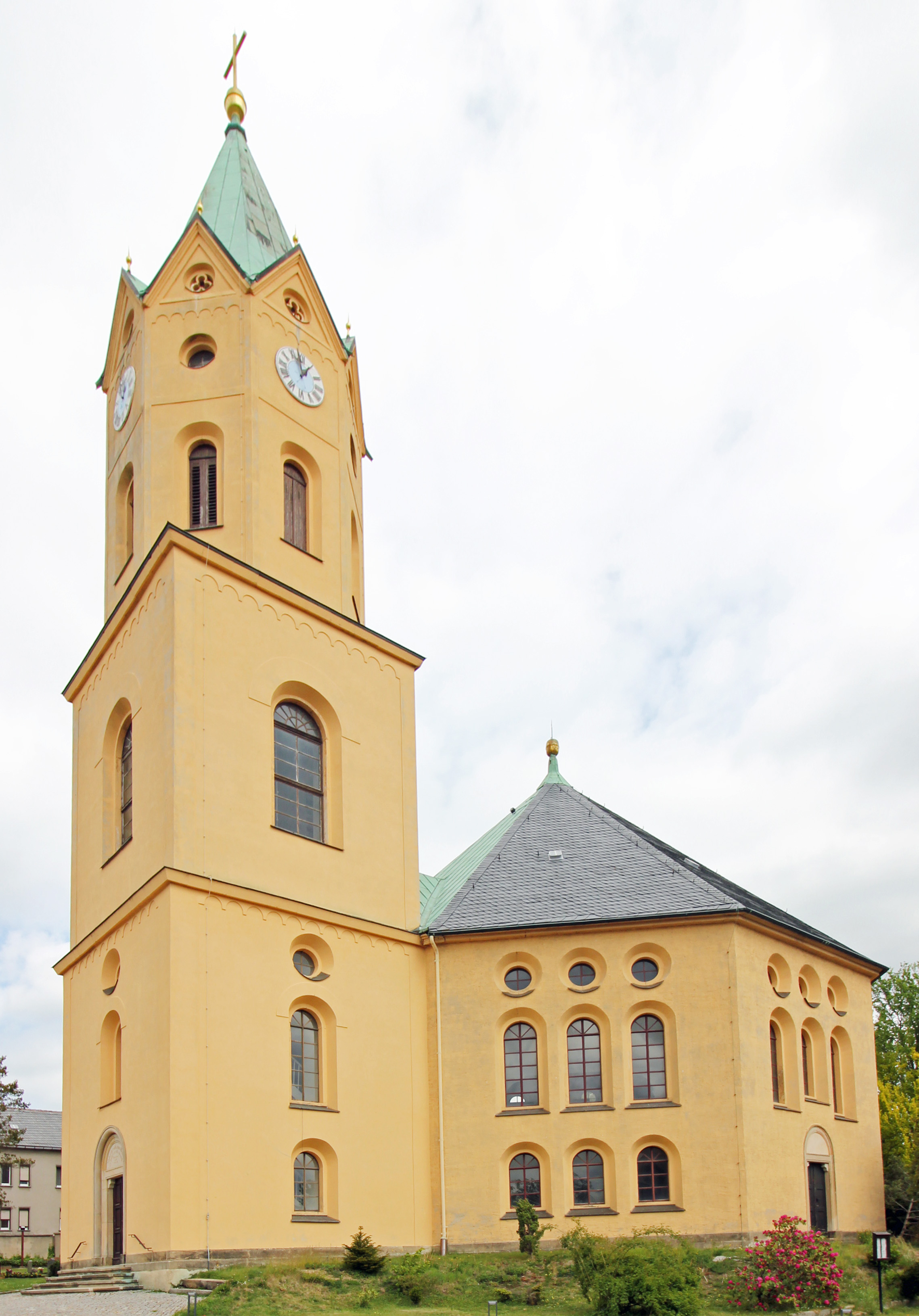
Ansicht der Dorfkirche

Die weithin sichtbare Lichtenberger Kirche ist ein achteckiger Zentralbau im byzantinisch-historisierenden Stil mit umlaufenden doppelten Holzemporen und etwa 1.000 Sitzplätzen. Errichtet wurde die Kirche im Jahre 1840/1841 nach den Plänen von Ernst Hermann Arndt durch den Lößnitz-Baumeister Christian Gottlieb Ziller. Architektonisch interessant ist auch die von acht Pfeilern getragene, den Kirchenraum überspannende flachelliptische Kuppel. Im Eingangsbereich der Kirche befindet sich als einzig erhaltenes älteres Grabmal die sandsteinerne Grabplatte des Pastors Balthasar Rose († 1697).
Das teils im Fachwerk errichtete Pfarrhaus stammt aus dem Jahre 1756, das letzte im Ort erhaltene Umgebindehaus findet sich in der Hauptstraße Nr. 80. Die am westlichen Ortsende entstandenen Mühlen, die Ober- oder Körnermühle und die Niedermühle waren noch bis nach 1900 in Betrieb.

### Naturschutz
- Siehe auch: Liste der Naturdenkmale in Lichtenberg (Landkreis Bautzen)

## Ortsgliederung
Zur Gemeinde Lichtenberg gehört neben dem gleichnamigen Ort auch der 1 km westlich gelegene Ortsteil Kleindittmannsdorf.

## Medien
Das amtliche Mitteilungsblatt ist der Eichberg-Kurier. Als Heimatblatt für Lichtenberg und Kleindittmannsdorf erscheint es seit Mai 1994 monatlich in einer Auflagenhöhe von derzeit 884 Exemplaren.
Über das örtliche Fernsehkabelnetz kann zudem die Kabelzeitung für Lichtenberg, Kleindittmannsdorf, Leppersdorf und Mittelbach empfangen werden.

## Persönlichkeiten
- Erich Angermann (1911–1968), Politiker KPD/SED und Verbandsfunktionär

## Varia
- Die Ortskirche diente als bauliches Vorbild für die 1846 fertiggestellte Hoffnungskirche in Leipzig-Knauthain.